# Stráne pod Tatrami
Stráne pod Tatrami (allemand : Vorberg ) est un village de Slovaquie situé dans la région de Prešov.

## Histoire
Première mention écrite du village en 1438.

## Démographie

### Évolution de la population
| Année:               | 1994. | 2004.    | 2014.    | 2024.   |
| -------------------- | ----- | -------- | -------- | ------- |
| Nombre de personnes: | 906   | 1291     | 2329     | 2528    |
| Différence:          |       | +42,49 % | +80,40 % | +8,54 % |

| Année:               | 2023. | 2024.   |
| -------------------- | ----- | ------- |
| Nombre de personnes: | 2464  | 2528    |
| Différence:          |       | +2,59 % |